# Préfecture d'Al Ismaïlia
1991–2003
Entités suivantes :
- Préfecture de Meknès

La préfecture d'Al Ismaïlia est une ancienne subdivision du Maroc.

## Histoire
Créée par le décret no 2-91-90 du 1er janvier 1991, elle disparut en 2003, son territoire ayant été intégré dans celui d'une nouvelle préfecture : la préfecture de Meknès.

## Administration et politique

### Découpage territorial
Selon le découpage administratif établi par le décret no 2-92-468 du 30 juin 1992, elle était composée de 10 communes réparties en :
- 4 municipalités (ou communes urbaines) : Al Machouar, Maknassat-Azzay-Toun, Al Ismaïlia et Toulal.

Les 6 communes rurales restantes étaient rattachées à 2 caïdats, eux-mêmes rattachés à un cercle (le cercle d'Aïn Orma) :
- caïdat d'Aïn Orma : Aïn Orma, Dar Oum Soltane, Aït Ouallal, ;
- caïdat d'Aïn Jemaa : Oued Rommane, Aïn Karma et Aïn Jemaa.